# André Luís Guimarães Fonseca
André Luís Guimarães Fonseca, plus connu sous le nom de Ratto, né le 4 mars 1969 à Salvador, dans l'État de Bahia, au Brésil, est un ancien joueur brésilien de basket-ball. Il évolue durant sa carrière au poste de meneur.

## Palmarès
- 3e du championnat des Amériques 1995
- 3e du championnat des Amériques 1997
- Vainqueur des Jeux panaméricains de 1999